# Solecurtus sanctaemarthae
Solecurtus sanctaemarthae är en musselart som beskrevs av D'Orbigny 1842. Solecurtus sanctaemarthae ingår i släktet Solecurtus och familjen Solecurtidae. Inga underarter finns listade i Catalogue of Life.